# Шорети
Монастырь Шорети (груз. შორეთის მონასტერი) — средневековый православный монастырь на юге Грузии. Находится в скалистой долине в Аспиндзском муниципалитете в край (мхаре) Самцхе-Джавахети. В состав монастырского комплекса входят несколько сооружений. Главная церковь, посвященная Георгию Победоносцу, была построена в несколько этапов между XI—XII и XV веками. Руинированная церковь была полностью реконструирована в 2018 году. Она примечательна мозаичным декором и средневековыми надписями. В 2007 году монастырь был включён в список недвижимых культурных памятников национального значения Грузии.

## Расположение и история

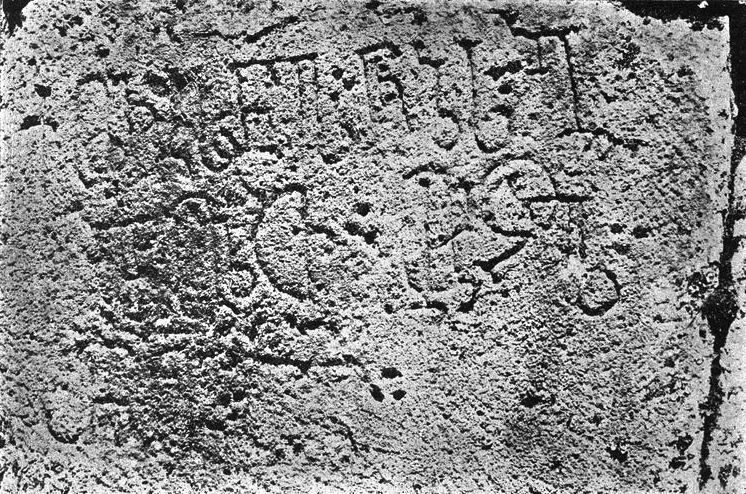
Надпись нусхури, гласящая: «Господь, помилуй Николоза, главного каменщика, аминь!». Фотография 1902 года.

Шоретский монастырь расположен в скалистом ущелье около 6 км к северо-востоку от современного села Ота Аспиндзского муниципалитета. До него можно добраться по бездорожью или пешком. Ущелье, известное как Аспиндзис-Хеви, находится в историческом регионе Самцхе, на условной границе с Джавахетией и Триалетией.
Монастырь упоминается только в письменных источниках. Его первоначальное и более правильное имя — Шорота (შოროთა). Оно фигурирует в примечаниях на полях XIII—XIV веков в Ванском Евангелие, а также в османском фискальном документе, датированном 1595 годом. Князь Вахушти, составляя свое «Житие Грузии» в 1745 году, ошибочно называет монастырь, к тому времени опустевший, именем Шорапани. Французский и русский исследователь Кавказа Марий Броссе, посетивший монастырь снежной зимой 1849 года, расшифровывает его название как Холот; его гид, мусульманский грузинский дворянин Киамил-Бег из рода Диасамидзе, дал ему альтернативное имя Тайдж. Нынешнее название Шорети было популяризировано историком Эквтиме Такаишвили, который исследовал полуразрушенный монастырь в 1902 году. Несколько веков запустения, а также землетрясения привели бывший монашеский комплекс на грань полного разрушения. В период с 1986 по 2009 год была проведена серия консервационных работ и археологических исследований. С 2015 по 2018 год была проведена полная реконструкция церкви.

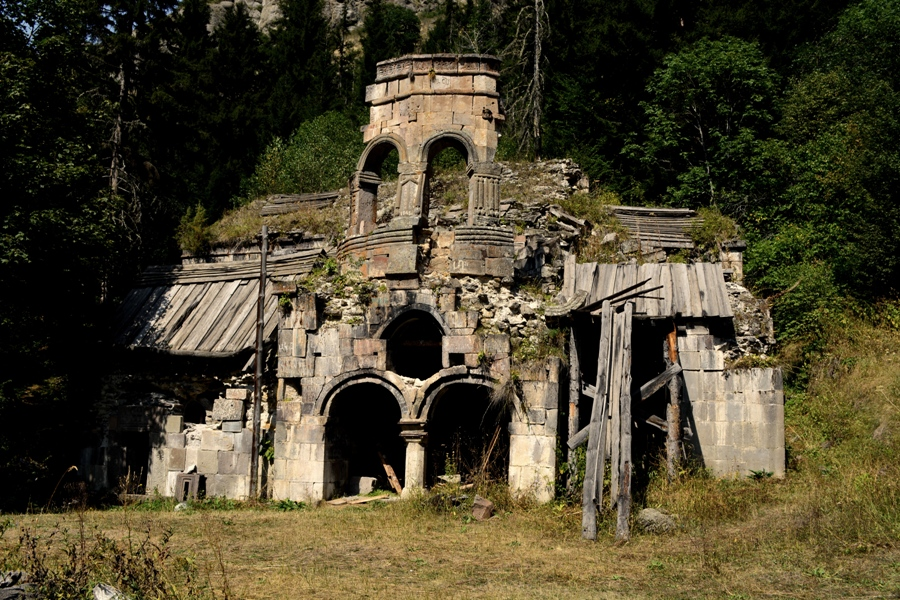
Вид с юга по состоянию на 2014 год.

Шоретский монастырь состоит из главной церкви, колокольни, скриптория, небольшой часовни и каменных келий. Главная церковь представляет собой двухнефную базилику. Это двухэтажное сложное в плане здание, которое было значительно перестроено и расширено на протяжении своей истории. Самая ранняя фаза строительства, вероятно, более ранней церкви VI—VII века, обозначена кирпичной кладкой в двух склепах и трапезной, а также каменной стелой с резным стилизованным крестом, встроенной в дверной проем под алтарём. Верхний этаж — удлиненный, внутри — крестообразный зал. На первом этаже есть крыльцо с южной стороны. Колокольня с девятью арочными проёмами формирует пристройку к крыльцу, которое было увеличено для этой цели в XIV или XV веке. На южном фасаде церкви композиция из двух арок, опирающихся на восьмиугольную колонну и образующих вход, увенчанный третьей аркой. Небольшая часовня и скрипторий, примыкающие к церкви на юге и западе соответственно, были построены в XII или XIII веке, когда церковь, по-видимому, была значительно расширена и превращена в лавру.
Церковь примечательна византийской мозаикой с изображением Богоматери, сохранившейся в виде скопления мозаичных тессер. Это редкий элемент декора для грузинского церковного зодчества, другие мозаики встречаются только в Цроми, Гелати и Мартвили. В церкви есть несколько средневековых грузинских надписей. В одной из них, на южном фасаде, упоминается главный каменщик Николоз; другая упоминает католикоса Микеля.